# Dernières nouvelles de Majipoor
Dernières nouvelles de Majipoor (titre original : Tales of Majipoor) est un recueil de nouvelles  mêlant fantasy et science-fiction de l'écrivain américain Robert Silverberg appartenant au cycle de Majipoor. Il a été publié en février 2013 puis a été édité en français par ActuSF en juin 2014.

## Contenu
- Le Bout du chemin, 2014 ((en) The End of the Line, 2011)Parue initialement dans Fiction no 19 aux éditions Les Moutons électriques
- Le Livre des changements, 2006 ((en) The Book of Changes, 2003)Parue initialement dans l'anthologie Légendes de la fantasy no 2 aux éditions Pygmalion
- La Tombe du Pontife Dvorn, 2014 ((en) The Tomb of the Pontifex Dvorn, 2003)
- L'Apprenti en sorcellerie, 2008 ((en) The Sorceror's Apprentice, 2004)Parue initialement dans la revue Bifrost no 49 aux éditions Le Bélial'
- Heures sombres au Marché de minuit, 2014 ((en) Dark Times at the Midnight Market, 2010)
- De la manière de tisser des sorts à Sippulgar, 2014 ((en) The Way They Wove the Spells in Sippulgar, 2009)
- Le Septième Sanctuaire, 1999 ((en) The Seventh Shrine, 1998)Parue initialement dans l'anthologie Légendes aux éditions 84

## Éditions
- Tales of Majipoor, Gollancz, 21 février 2013, 300 p.  (ISBN 0-575-13006-7)
- Dernières nouvelles de Majipoor, ActuSF, coll. « Perles d'Épice » no 15, 5 juin 2014, trad. Florence Dolisi, Éric Holstein et Jean-Pierre Pugi, 440 p.  (ISBN 978-2-917-68964-6)
- Dernières nouvelles de Majipoor, Le Livre de poche no 33758, 3 juin 2015, trad. Florence Dolisi, Éric Holstein et Jean-Pierre Pugi, 456 p.  (ISBN 978-2-253-18358-7)